# Бельсько (Слупецький повіт)
Бельсько (пол. Bielsko) — село в Польщі, у гміні Орхово Слупецького повіту Великопольського воєводства.
Населення — 371 особа (2011).
У 1975-1998 роках село належало до Конінського воєводства.

## Демографія
Демографічна структура станом на 31 березня 2011 року:
|          | Загалом | Допрацездатний вік | Працездатний вік | Постпрацездатний вік |
| -------- | ------- | ------------------ | ---------------- | -------------------- |
| Чоловіки | 180     | 27                 | 140              | 13                   |
| Жінки    | 191     | 45                 | 101              | 45                   |
| Разом    | 371     | 72                 | 241              | 58                   |